# Ronde van Aragon
De Ronde van Aragon (Vuelta a Aragón) is een meerdaagse wielerwedstrijd die jaarlijks wordt verreden in het noordoosten van Spanje. De eerste editie was in 1939 en nadat er sinds 2005 geen ronde meer was verreden, is er in mei 2018 weer een driedaagse wedstrijd georganiseerd.
De Belg Nico Emonds was een van de zes buitenlandse winnaars. De Italiaan Leonardo Piepoli won drie edities en is daarmee recordhouder.

## Lijst van winnaars

### Meervoudige winnaars
| Overwinningen | Renner                | Land   | Jaren            |
| ------------- | --------------------- | ------ | ---------------- |
| 3             | Leonardo Piepoli      | Italië | 2000, 2002, 2003 |
| 2             | Jesús Manzaneque      | Spanje | 1969, 1973       |
| 2             | José Recio            | Spanje | 1984, 1985       |
| 2             | Aitor Garmendia       | Spanje | 1997, 1998       |
| 2             | Juan Carlos Domínguez | Spanje | 1999, 2001       |

### Overwinningen per land
| Overwinningen | Land                |
| ------------- | ------------------- |
| 36            | Spanje              |
| 4             | Italië              |
| 2             | Colombia            |
| 1             | België, Zwitserland |